# Odontosyllis fragilis
Odontosyllis fragilis är en ringmaskart som beskrevs av Kudenov, Harris in Blake, Hilbig och Scott 1995. Odontosyllis fragilis ingår i släktet Odontosyllis och familjen Syllidae. Inga underarter finns listade i Catalogue of Life.